# Hagaparkens ekonomibyggnad

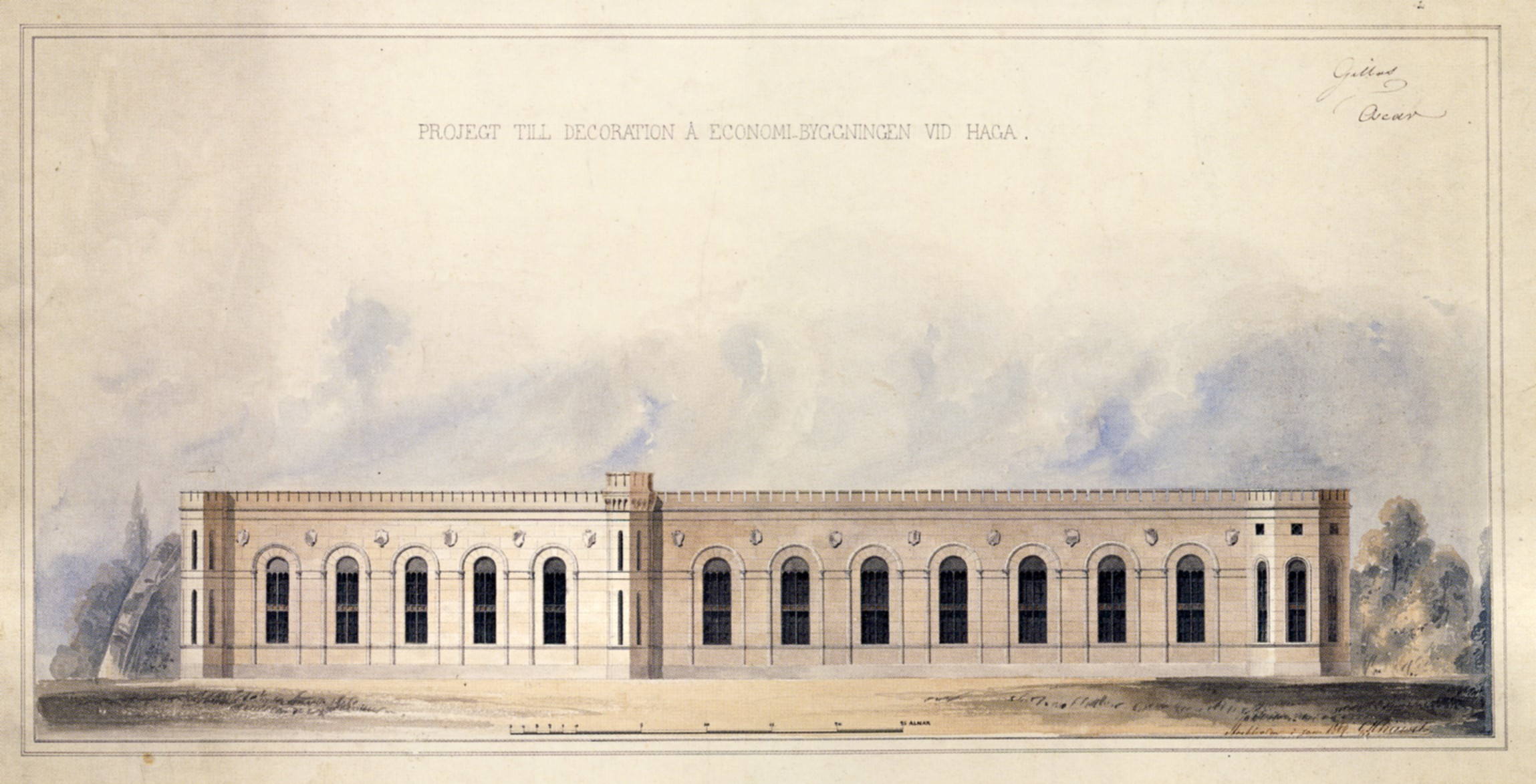
von Chiewitz' ritning från 1849

Hagaparkens ekonomibyggnad är en ekonomibyggnad i Hagaparken i Solna. Den ursprungliga byggnaden låg strax väster om Haga slott och revs 1932. På samma plats uppfördes nuvarande ekonomibyggnad.

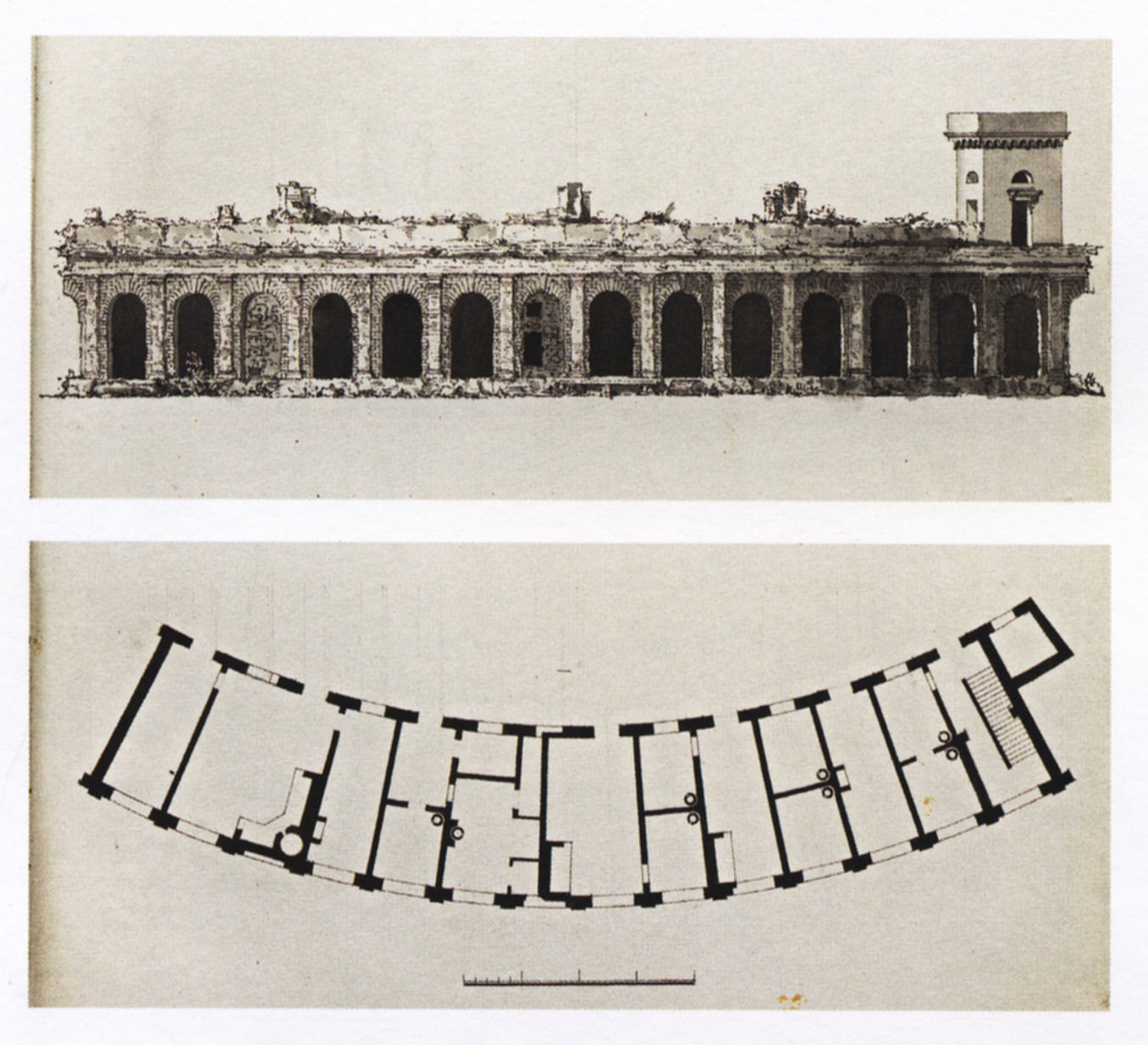
Desprez, ruinbyggnad från 1788

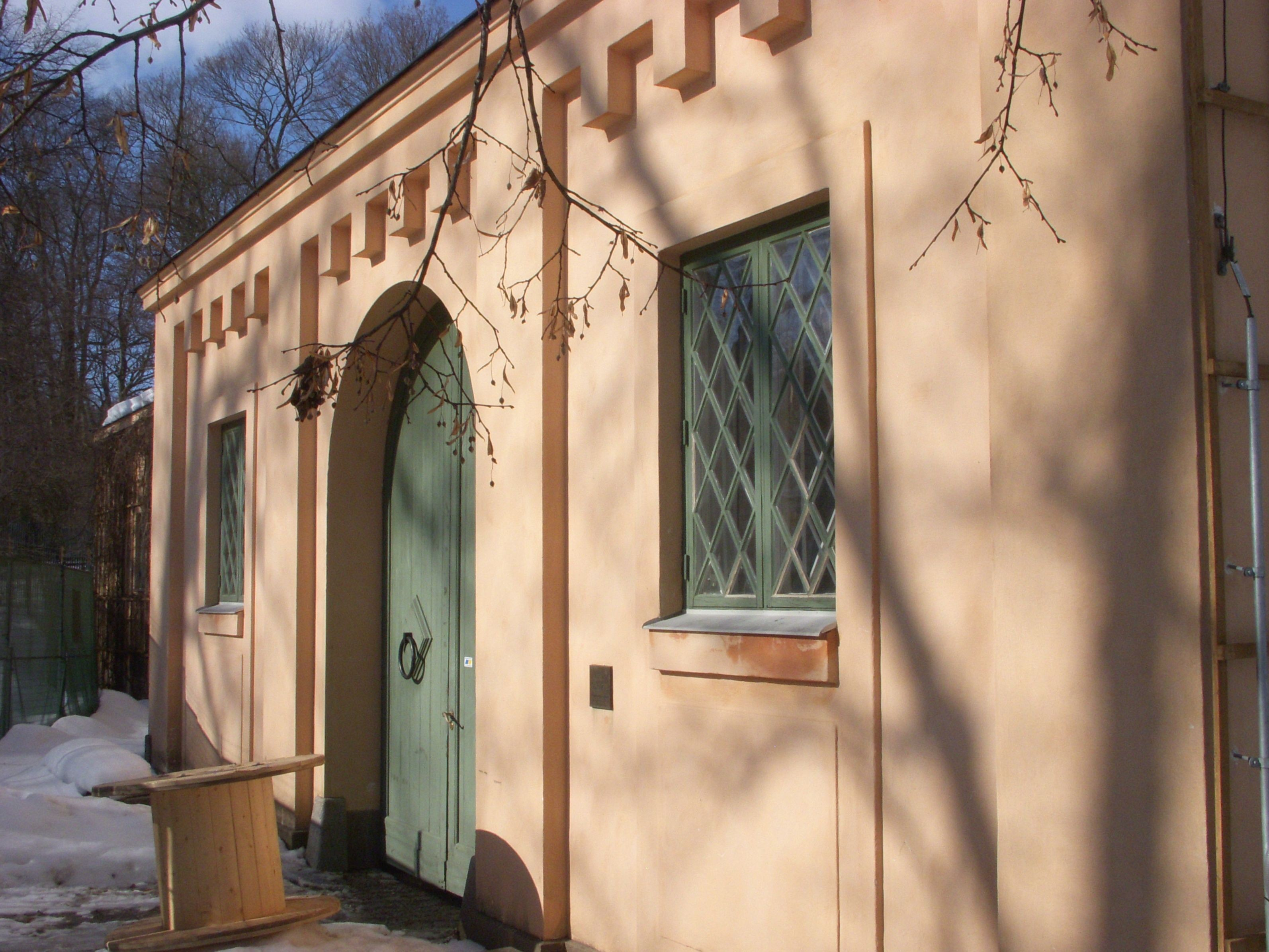
Dagens ekonomibyggnad från 1932

Den ursprungliga ekonomibyggnaden uppfördes i slutet av 1780-talet efter Olof Tempelmans ritningar med fasader av Louis Jean Desprez. Till en början hade Desprez gestaltat byggnaden som en ruin. Det passade i konceptet att Hagaparken skulle bli en sorts upplevelsepark för Gustav III och hans närmaste. Desprez var teaterdekoratör på Gustav III:s operahus och konungen gillade förmodligen Desprez grepp med en nyttobyggnad av teatral karaktär.
Ruinbyggnaden i ritningsförslaget från 1788 var svängd och hade stora välvda fönsteröppningar, de två yttersta fönstervalven var gestaltade som halva, delvis rivna byggnadsdelar. Vid ena gaveln placerade Desprez ett torn. Tornet realiserade även i det förslag som slutligen kom till utförande.
Det blev en tvåvåningslänga i vinkel med tornet vid norra gaveln. Tornets höga,  krenelerade takkrön syns på många äldre illustrationen över Hagaparken. Byggnaden innehöll rum för olika specialister som tjänstgjorde vid kungens måltider. Här bodde bland annat lakejer, vaktmästare, silvertvätterska, munskänkar, konditor, köksmästare och köksgossar. Byggnaden innehöll även ett kök och rum för kökspersonalen.
På 1850-talet byggdes ekonomibyggnaden om efter ett ritningsförslag som Georg Theodor Chiewitz hade upprättat 1849. Hans ritning visar en riddarborgsliknande byggnad med kreneleringar och tre låga torn med samma höjd som takkrönet. I samband med denna ombyggnad försvann även Desprez’ karakteristiska hörntorn.
År 1932 revs hela anläggningen och ersattes av nuvarande ekonomibyggnad som hade gestaltats av slottsarkitekten Ragnar Hjorth med huslängor kring en innergård. Nuvarande ekonomibyggnad omfattar 904 kvadratmeter.
I samband med att Haga slott blev bostad för kronprinsessan Victoria och prins Daniel inhägnades ekonomibyggnaden tillsammans med slottet och dess närmare omgivning.